# Женская сборная Ирландии по хоккею на траве
Женская сборная Ирландии по хоккею на траве — женская сборная по хоккею на траве, представляющая Ирландию на международной арене. В большинстве случаев сборная представляет весь остров Ирландия (Республику Ирландия и Северную Ирландию) и выступает под специальным флагом сборной Ирландии по хоккею на траве. Исключение составляют выступления сборной на Олимпийских играх, где команда представляет лишь Республику Ирландия и выступает под флагом Ирландии. Управляющим органом сборной выступает Ассоциация хоккея на траве Ирландии (англ. Irish Hockey Association, IHA). До создания IHA в 2000 году командой управлял Союз хоккея на траве Ирландии (англ. Irish Hockey Union, IHU).
Сборная занимает (по состоянию на 16 июня 2014) 15-е место в рейтинге Международной федерации хоккея на траве (FIH).

## Результаты выступлений
Чемпионат мира
- 1986 — 12-е место
- 1990 — не участвовали
- 1994 — 11-е место
- 1998 — не участвовали
- 2002 — 15-е место
- 2006—2014 — не участвовали

Мировая лига (FIH Hockey World League)
- 2012/2013 — 23-е место
- 2014/2015 —

Чемпионат Европы
- 1987 — 7-е место
- 1991 — 8-е место
- 1995 — 8-е место
- 1999 — 9-е место
- 2003 — 6-е место
- 2005 — 5-е место
- 2007 — 6-е место
- 2009 — 5-е место
- 2011 — 6-е место
- 2013 — 7-е место
- 2019 — 5-е место

## Текущий состав
Состав команды был заявлен для выступления на чемпионате Европы 2013.
Главный тренер: Даррен Смит
| №  | Игрок            | Поз. | Возраст |
| -- | ---------------- | ---- | ------- |
| 1  | Emma Gray        | GK   |         |
| 5  | Cliodhna Sargent |      |         |
| 6  | Emma Smyth       |      |         |
| 9  | Alex Speers (C)  |      |         |
| 10 | Shirley McCay    |      |         |
| 11 | Megan Frazer     |      |         |
| 12 | Lisa Jacob       |      |         |
| 13 | Niamh Small      |      |         |
| 14 | Naomi Carroll    |      |         |

| №  | Игрок            | Поз. | Возраст |
| -- | ---------------- | ---- | ------- |
| 17 | Nikki Symmons    |      |         |
| 18 | Audrey O'Flynn   |      |         |
| 20 | Chloe Watkins    |      |         |
| 22 | Nicola Daly      |      |         |
| 23 | Niamh Atcheler   |      |         |
| 25 | Nicola Gray      |      |         |
| 26 | Anna O'Flanagan  |      |         |
| 27 | Gillian Pinder   |      |         |
| 31 | Grace O'Flanagan | GK   |         |